# 178796 Posztoczky
A 178796 Posztoczky (ideiglenes jelöléssel 2001 DQ86) a Naprendszer kisbolygóövében található aszteroida. Sárneczky Krisztián és Derekas Aliz fedezte fel 2001. február 27-én.

## Felfedezése
A kisbolygót Sárneczky Krisztián és Derekas Aliz fedezte fel 2001. február 27-én hajnalban, miközben egy Kuiper-objektumot próbálták észlelni, a (47932) 2000 GN171-et. Az égitestet a rossz időjárás miatt már csak másnap hajnalban sikerült észlelni. Sokáig úgy tűnt, hogy végleg elveszett, ám pár hónappal később német pályaszámítók megtalálták az égitest néhány márciusi megfigyelését a LONEOS program archívumában. 5 évvel később, 2006-ban sikerült újra megtalálni, majd 2008 tavaszán ismét észlelni. Így már rendelkeztek elég adattal, hogy az aszteroida megkapja a sorszámát.

## Névadója
Nevét Posztóczky Károly földbirtokos, amatőrcsillagászról kapta. Erdőtagyosi birtokán kezdte megfigyeléseit 1915-ben egy 12,7 cm-es Reinfelder-refraktorral. Legfőképpen a Napot és a Holdat, illetve mélyég objektumokat figyelt meg, és számos asztrofotót készített. A távcsöve, értékes megfigyelései a Tatai Csillagvizsgálóba kerültek, amelyek valószínűleg a második világháború alatt vesztek el.